# Karen Grassle
Karen Grassle, född 25 februari 1942 i Berkeley, Kalifornien, är en amerikansk skådespelare. Grassle är främst känd för rollen som Caroline Ingalls i TV-serien Lilla huset på prärien.
Karen Grassle studerade vid University of California, Berkeley, med drama och engelska som huvudämnen och 1965 antogs hon till Royal Academy of Dramatic Art i London.

## Filmografi i urval
- 1974 – Krutrök (TV-serie)
- 1974–1982 – Lilla huset på prärien (TV-serie)
- 1978 – The President's Mistress (TV-film)
- 1978 – Battered (även manus)
- 1979 – Crisis in Mid-air (TV-film)
- 1979 – Little House Years (TV-film)
- 1981 – Harry's War
- 1981 – Kärlek ombord (TV-serie)
- 1983 – Cocaine: One Man's Seduction (TV-film)
- 1983 – Hotellet (TV-serie)
- 1984 – Little House: The Last Farewell
- 1985 – Mellan mörker och ljus
- 1987–1988 – Mord och inga visor (TV-serie)
- 1994 – Wyatt Earp
- 2012 – Tales of Everyday Magic